# Црква Светог Георгија у Радованићима
Црква Светог Георгија у Радованићима, храм је из 16.-17. вијека и припада митрополији црногорско-приморској Српске православне цркве.
Црква се налази у непосредној близини Саборне цркве Светог Николе, а поред цркве Св. Георгија је запуштена зграда старе школе. Храм је мањих димензија и грађен је од камена. Изнад врата је мали отвор, гдје је у већим црквама розета. Изнад је звоник са једним звоном на преслицу. Полукружна олтарска aпсида има мали прозорски отвор, а још су два таква мала отвора на јужном и сјеверном зиду цркве. Занимљивост је да је у црквеној порти, ближе црквеним вратима, и кош за кошарку (љето 2021. године).

## Галерија
- Унутрашњост старе школе, која се налази одмах до цркве Светог Геогрија
- Поглед на Саборну цркву Светог Николе, са пута - поред цркве Светог Георгија